# Li Bun-hui
Li Bun-hui (* 29. Dezember 1968) ist eine nordkoreanische Tischtennisspielerin, die Bronze im Dameneinzel und Silber im Doppel bei der Olympiade 1992 gewann. Zudem wurde sie zweimal Vizeweltmeisterin.

## Internationale Erfolge
Von 1983 bis 1993 wurde Li Bun-hui sechsmal für Weltmeisterschaften nominiert. Dabei erreichte sie 1989 und 1991 das Endspiel, welches sie gegen die Chinesinnen Qiao Hong und Deng Yaping jeweils verlor. Bronze holte sie mit Cho Jong-hui 1987 im Doppel und Kim Song-hui 1991 im Mixed. Mit der nordkoreanischen Mannschaft wurde sie 1985 und 1993 Zweite. Als 1991 eine gesamtkoreanische Mannschaft antrat, gehörte sie dem Weltmeisterteam an.
Bei den Olympischen Sommerspielen 1992 in Barcelona gewann sie im Einzel die Bronzemedaille hinter Deng Yaping und Qiao Hong aus China. Gegen Qiao Hong hatte sie im Halbfinale verloren. Im Doppel mit Yu Sun-bok holte sie ebenfalls Bronze.

## Turnierergebnisse
| Verband | Veranstaltung           | Jahr | Ort                    | Land | Einzel        | Doppel        | Mixed         | Team |
| ------- | ----------------------- | ---- | ---------------------- | ---- | ------------- | ------------- | ------------- | ---- |
| PRK     | Asienmeisterschaft ATTU | 1990 | Kuala Lumpur           | MAS  | Halbfinale    | Viertelfinale | Viertelfinale | 2    |
| PRK     | Asienmeisterschaft ATTU | 1988 | Niigata                | JPN  |               |               |               | 2    |
| PRK     | Asienmeisterschaft ATTU | 1986 | Shenzhen               | CHN  | letzte 16     | Silber        | Halbfinale    | 2    |
| PRK     | Asienmeisterschaft ATTU | 1984 | Islamabad              | PAK  | Viertelfinale | Halbfinale    |               | 2    |
| PRK     | Asian Cup               | 1993 | Shunde                 | CHN  | Viertelfinale |               |               |      |
| PRK     | Asian Cup               | 1986 | Karachi                | PAK  | 5             |               |               |      |
| PRK     | Asian Cup               | 1985 | Singapur               | SIN  | 7             |               |               |      |
| PRK     | Asienspiele             | 1990 | Peking                 | CHN  | Viertelfinale | Halbfinale    |               |      |
| PRK     | ASIA-TOP8               | 1993 | Huangshi City          | CHN  | Viertelfinale |               |               |      |
| PRK     | Olympische Spiele       | 1992 | Barcelona              | ESP  | Bronze        | Bronze        |               |      |
| PRK     | Weltmeisterschaft       | 1993 | Göteborg               | SWE  | Viertelfinale | Viertelfinale | letzte 16     | 2    |
| KOU     | Weltmeisterschaft       | 1991 | Chiba City             | JPN  | Silber        | Viertelfinale | Halbfinale    | 1    |
| PRK     | Weltmeisterschaft       | 1989 | Dortmund               | FRG  | Silber        | letzte 32     | Viertelfinale | 5    |
| PRK     | Weltmeisterschaft       | 1987 | New Delhi              | IND  | Viertelfinale | Halbfinale    | Viertelfinale | 5    |
| PRK     | Weltmeisterschaft       | 1985 | Göteborg               | SWE  | letzte 32     | Viertelfinale | letzte 32     | 2    |
| PRK     | Weltmeisterschaft       | 1983 | Tokio                  | JPN  | letzte 64     | letzte 32     | letzte 32     | 3    |
| PRK     | WTC-World Team Cup      | 1991 | Barcelona              | ESP  |               |               |               | 3    |
| PRK     | WTC-World Team Cup      | 1990 | Hokkaido, Aomori, Niig | JPN  |               |               |               | 2    |